# Glebowo (rejon kurski)
Glebowo (ros. Глебово) – wieś (ros. село, trb. sieło) w zachodniej Rosji, w sielsowiecie paszkowskim rejonu kurskiego w obwodzie kurskim.

## Geografia
Miejscowość położona jest nad Obmieciem (prawy dopływ Tuskara w dorzeczu Sejmu), 2 km od centrum administracyjnego sielsowietu (Czapłygina), 6 km na północ od centrum administracyjnego rejonu (Kursk), 6,5 km od drogi magistralnej (federalnego znaczenia) M2 «Krym».
We wsi znajduje się 46 posesji.
Klimat
Miejscowość, jak i cały rejon, znajduje się w strefie klimatu kontynentalnego z łagodnym ciepłym latem i równomiernie rozłożonymi opadami rocznymi (Dfb w klasyfikacji klimatów Köppena).

## Demografia
W 2010 r. wieś zamieszkiwało 45 osób.